# Rossåsen
Rossåsen är ett naturreservat i Hudiksvalls kommun i Gävleborgs län.
Området är naturskyddat sedan 2004 och är 12 hektar stort. Reservatet omfattar ett område på Rossåsen nordostsluttning består av granskog och i öster av lövskog.